# Roberto Bisconti
Roberto Bisconti (Montegnée, 21 luglio 1973) è un ex calciatore belga, di ruolo centrocampista.

## Carriera

### Club
Bisconti ha iniziato la sua carriera nelle file dello Standard Liegi, squadra nella quale ha fatto ritorno in tre occasioni. Durante la sua carriera professionistica il centrocampista belga, ha girato l'Europa andando a giocare in cinque nazioni diverse.
Nel 1997 fu ingaggiato dal Monza, in Italia, e con la squadra brianzola disputò il campionato di Serie B collezionando 18 presenze e realizzando anche la sua prima e unica rete italiana nella partita vinta dal Monza per 3-1 il 3 maggio 1998 contro la Lucchese. Al termine della stagione fece ritorno in Belgio, dove militò per due stagioni nello Standard Liegi ed una nel Charleroi.
Nel 2001 lasciò nuovamente il Belgio per trasferirsi in Scozia, nelle file dell'Aberdeen, dove venne schierato in 42 partite realizzando anche una rete. La sua esperienza scozzese durò fino al 2003 quando a metà stagione si trasferì in Romania nel Rapid Bucarest. Chiusa la parentesi rumena fece ritorno nuovamente allo Standard Liegi, dove giocò per una stagione, per poi trovare un ingaggio in Francia prima con la maglia del Nizza e poi col Guingamp.
Nel 2008, dopo essere rimasto senza club, effettuò un provino col Brussels trasferendosi poi in Grecia firmando un contratto col Panthrakikos. Nel gennaio del 2009 ha fatto ritorno definitivamente in Belgio dove ha concluso la stagione in terza divisione nelle file del Visé. Nella campionato 2009-2010 si è trasferito al RFC Sérésien, squadra impegnata nel campionato di quarta divisione, mentre nella stagione seguente ha firmato per il Citè Sport squadra militante nel campionato provinciale di Liegi. Nella stagione 2011-2012 ha firmato un contratto col Royal Esneux Sport squadra dilettantistica militante nella terza serie del campionato provinciale di Liegi
.

### Nazionale
Bisconti ha collezionato 13 presenze con la maglia della sua Nazionale, facendo il suo debutto a quasi 31 anni nella partita amichevole persa 0-2 contro la Nazionale francese il 18 febbraio 2004, mentre l'ultima è stata il 7 settembre 2005 nella partita vinta 8-0 contro la Nazionale di San Marino.

## Statistiche

### Cronologia presenze e reti in nazionale
| Cronologia completa delle presenze e delle reti in nazionale ― Belgio | Cronologia completa delle presenze e delle reti in nazionale ― Belgio | Cronologia completa delle presenze e delle reti in nazionale ― Belgio | Cronologia completa delle presenze e delle reti in nazionale ― Belgio | Cronologia completa delle presenze e delle reti in nazionale ― Belgio | Cronologia completa delle presenze e delle reti in nazionale ― Belgio | Cronologia completa delle presenze e delle reti in nazionale ― Belgio | Cronologia completa delle presenze e delle reti in nazionale ― Belgio |
| Data                                                                  | Città                                                                 | In casa                                                               | Risultato                                                             | Ospiti                                                                | Competizione                                                          | Reti                                                                  | Note                                                                  |
| --------------------------------------------------------------------- | --------------------------------------------------------------------- | --------------------------------------------------------------------- | --------------------------------------------------------------------- | --------------------------------------------------------------------- | --------------------------------------------------------------------- | --------------------------------------------------------------------- | --------------------------------------------------------------------- |
| 18-2-2004                                                             | Bruxelles                                                             | Belgio                                                                | 0 – 2                                                                 | Francia                                                               | Amichevole                                                            | -                                                                     | 85’                                                                   |
| 31-3-2004                                                             | Colonia                                                               | Germania                                                              | 3 – 0                                                                 | Belgio                                                                | Amichevole                                                            | -                                                                     | 58’                                                                   |
| 28-4-2004                                                             | Bruxelles                                                             | Belgio                                                                | 2 – 3                                                                 | Turchia                                                               | Amichevole                                                            | -                                                                     | 68’                                                                   |
| 29-5-2004                                                             | Bruxelles                                                             | Paesi Bassi                                                           | 0 – 1                                                                 | Belgio                                                                | Amichevole                                                            | -                                                                     |                                                                       |
| 18-8-2004                                                             | Oslo                                                                  | Norvegia                                                              | 2 – 2                                                                 | Belgio                                                                | Amichevole                                                            | -                                                                     | 74’                                                                   |
| 9-10-2004                                                             | Santander                                                             | Spagna                                                                | 2 – 0                                                                 | Belgio                                                                | Qual. Mondiali 2006                                                   | -                                                                     | 69’                                                                   |
| 17-11-2004                                                            | Bruxelles                                                             | Belgio                                                                | 0 – 2                                                                 | Serbia e Montenegro                                                   | Qual. Mondiali 2006                                                   | -                                                                     | 59’                                                                   |
| 9-2-2005                                                              | il Cairo                                                              | Egitto                                                                | 4 – 0                                                                 | Belgio                                                                | Amichevole                                                            | -                                                                     | 58’                                                                   |
| 26-3-2005                                                             | Bruxelles                                                             | Belgio                                                                | 4 – 1                                                                 | Bosnia ed Erzegovina                                                  | Qual. Mondiali 2006                                                   | -                                                                     | 90’                                                                   |
| 30-3-2005                                                             | Serravalle                                                            | San Marino                                                            | 1 – 2                                                                 | Belgio                                                                | Qual. Mondiali 2006                                                   | -                                                                     | 84’                                                                   |
| 4-6-2005                                                              | Belgrado                                                              | Serbia e Montenegro                                                   | 0 – 0                                                                 | Belgio                                                                | Qual. Mondiali 2006                                                   | -                                                                     |                                                                       |
| 17-8-2005                                                             | Bruxelles                                                             | Belgio                                                                | 2 – 0                                                                 | Grecia                                                                | Amichevole                                                            | -                                                                     | 73’                                                                   |
| 7-9-2005                                                              | Anversa                                                               | Belgio                                                                | 8 – 0                                                                 | San Marino                                                            | Qual. Mondiali 2006                                                   | -                                                                     | 69’                                                                   |
| Totale                                                                |                                                                       | Presenze                                                              | 13                                                                    |                                                                       | Reti                                                                  | 0                                                                     |                                                                       |

## Palmarès
- Coppa del Belgio: 1

Standard Liegi: 1992-1993